# Malesherbia haemantha
Malesherbia haemantha là một loài thực vật có hoa trong họ Lạc tiên. Loài này được Harms mô tả khoa học đầu tiên năm 1922.